# An Tảo
An Tảo là một phường thuộc thành phố Hưng Yên, tỉnh Hưng Yên, Việt Nam.

## Địa lý
Phường An Tảo có vị trí địa lý:
- Phía đông giáp xã Trung Nghĩa
- Phía tây giáp phường Lam Sơn và phường Hiến Nam
- Phía nam giáp phường Hiến Nam và xã Liên Phương
- Phía bắc giáp xã Bảo Khê.

Phường An Tảo có diện tích 3,12 km², dân số năm 2019 là 9.983 người, mật độ dân số đạt 3.201 người/km².

## Lịch sử
Ngày 23 tháng 9 năm 2003, Chính phủ ban hành Nghị định 108/2003/NĐ-CP về việc thành lập phường An Hảo trên cơ sở điều chỉnh 322,56 ha diện tích tự nhiên và 8.444 nhân khẩu của phường Hiến Nam.
Ngày 19 tháng 1 năm 2009, Thủ tướng Chính phủ ban hành Nghị định 04/NĐ-CP về việc thành lập thành phố Hưng Yên thuộc tỉnh Hưng Yên. Phường An Tảo thuộc thành phố Hưng Yên.